# Фан Ван Кхай
Фан Ван Кхай (вьет. Phan Văn Khải, 25 декабря 1933 — 17 марта 2018) — вьетнамский государственный деятель, премьер-министр Вьетнама в 1997—2006 годах.

## Биография
Родился в Сайгоне, с 14 лет принимал участие в национально-освободительном движении. После Женевской конференции 1954 года, согласно которой Вьетнам был разделён на Северный и Южный, переехал в Северный Вьетнам, где участвовал в проведении аграрной реформы. Окончил в Ханое колледж иностранных языков, после чего был направлен на учёбу в СССР, пять лет учился на экономическом факультете МГУ. После возвращения во Вьетнам работал в качестве экономиста на руководящих постах, а в 1973 году включился в деятельность Вьетконга по формированию будущей администрации Южного Вьетнама. После освобождения Сайгона (Хошимина) с 1975 года работал в Народном комитете (мэрии) Хошмина: заместителем председателя плановой комиссии, вице-мэром, с 1985 по 1989 годы — мэром Хошимина.
В апреле 1989 года был назначен председателем Госплана СРВ и переехал в Ханой. В 1991 году избран членом политбюро ЦК КПВ и вице-премьером правительства СРВ.
С сентября 1997 по июнь 2006 года — премьер-министр Социалистической Республики Вьетнам, в июне 2006 года отправлен в отставку.
В должности премьер-министра Фан Ван Кхай в 2000 году нанёс визит в РФ, где провёл переговоры с Президентом Российской Федерации В. В. Путиным, Председателем Совета Федерации Федерального Собрания Российской Федерации Е. С. Строевым и Председателем Государственной Думы Федерального Собрания Российской Федерации Г. Н. Селезнёвым.В ходе визита было подписано соглашение между Правительством РФ и Правительством СРВ об урегулировании задолженности Вьетнама перед Российской Федерацией по ранее предоставленным кредитам, и ряд других соглашений.
По итогам этого визита долг СРВ перед РФ, выражавшийся в переводных рублях, был определён в размере $1,5 млрд (вместо $11 млрд, как первоначально считалось).
В июне 2005 года совершил официальный визит в США, это был первый визит в США вьетнамского руководителя такого ранга. Фан Ван Кхай и президент США Джордж Буш по итогам переговоров в Белом доме опубликовали совместное заявление, в котором определили 6 сфер обоюдного сотрудничества и его основные принципы, включая сотрудничество в борьбе с глобальным терроризмом, транснациональной преступностью, наркобизнесом и торговлей людьми, а также в оказании медицинской и гуманитарной помощи. Дж. Буш заверил Фан Ван Кхая во всесторонней поддержке вступления Вьетнама во Всемирную торговую организацию, стороны также договорились о совместном создании условий для увеличения инвестиций США в экономику Вьетнама.
В начале 2006 произошёл скандал, связанный с коррупцией в Министерстве транспорта. Последовали увольнению министра транспорта Дао Динь Биня и арест постоянного заместителя министра Нгуен Вьет Тиен. 16 июня 2006 Фам Ван Кхай принял решение уйти в отставку до истечения срока своих полномочий, на сессии Национальной ассамблеи (вместе с Чан Дык Луонгом и Нгуен Ван Аном). В своём заключительном слове он извинился перед народом за то, что допустил серьезную коррупцию: «Что меня беспокоит, так это то, что некоторые слабости в социально-экономической сфере и государственном аппарате происходили в течение длительного времени. Было предложено множество мер для их преодоления, но изменения происходят очень медленно, иногда положение становится даже ещё хуже».
17 марта 2018 года он умер в своем доме на окраине города Хошимине.

## Награды
- Орден Золотой Звезды.
- Орден Дружбы (7 февраля 2000 года, Россия) — за большой вклад в развитие дружбы и сотрудничества между Российской Федерацией и Социалистической Республикой Вьетнам[6].
- Орден «Хосе Марти» (29 октября 2002 года, Куба)[7].
- 3 медали за участие в освободительной борьбе против Франции.
- 3 медали за участие в освободительной борьбе против США.
- Памятная медаль к 40-летию Коммунистической партии Вьетнама.